# Tadeusz Byrski

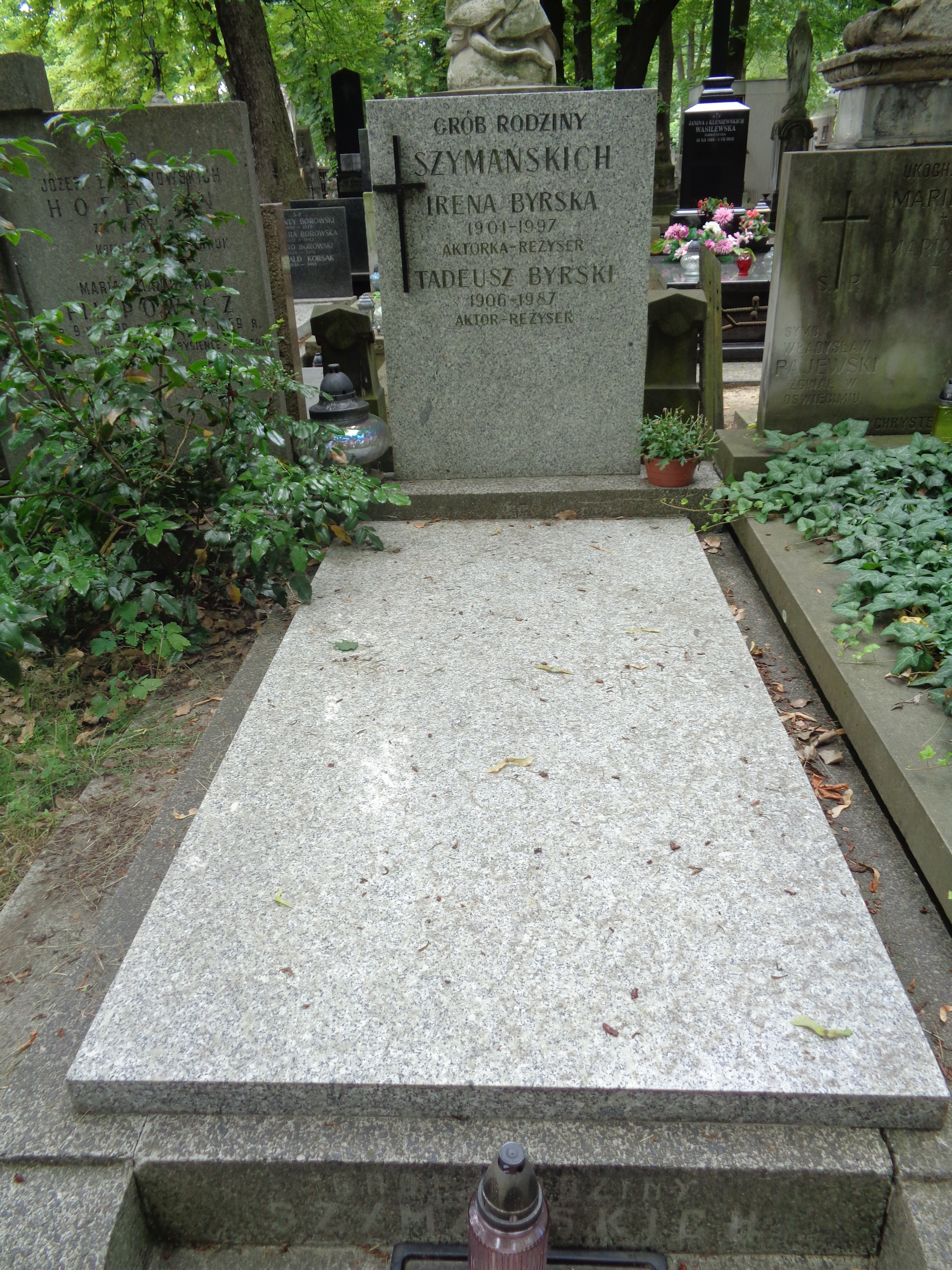
Mormântul lui Tadeusz Byrski în cimitirul Powązki din Varșovia

Tadeusz Byrski alias Tadeusz (n. 15 august 1906, Cracovia, Austro-Ungaria – d. 2 aprilie 1987, Varșovia, Polonia) a fost un regizor de teatru polonez, pionier al teatrului radiofonic în Polonia. A fost soțul actriței și regizoarei Irena Byrska, cu care a colaborat în cea mai mare parte a carierei sale profesionale.

## Biografie
În anii 1923–1929 a studiat la Facultatea de Științe Umaniste a Universității din Varșovia, din 1924 a fost student al școlii de actorie de la Teatrul Reduta, iar în stagiunea 1925/1926 a fost actor al acestui teatru. în 1926 a promovat un examen de actorie și până în 1929 a jucat pe scenele teatrelor din Varșovia. Din 1929 a fost angajat al Postului polonez de radiodifuziune din Vilnius⁠(d), unde a fost, printre altele, secretar de programe și manager de programe, precum și unul dintre principalii creatori ai teatrului radiofonic. A demisionat din această slujbă după un conflict cu voievodul de Vilnius, Ludwik Bociański⁠(d). În anii 1937–1939 a fost directorul principal la postul de radio polonez din Vilnius. În timpul celui de-al Doilea Război Mondial, a lucrat fizic, a participat la viața culturală subterană și a organizat spectacole de teatru. A fost angajat al secției literare a Secției de radio poloneză a Delegației Guvernului pentru Polonia (Delegatura Rządu na Kra).
În anii 1945–1946 a condus Institutul de Artă din Kazimierz Dolny, unde au fost formați activiști culturali rurali. În anii 1946–1948, a lucrat inițial ca educator într-un orfelinat, apoi ca lector la Școala de Teatru de Stat din Varșovia și la postul de radio polonez din Varșovia. În 1948–1949 a condus Scena Opole a Teatrelor Śląsko-Dąbrowska, iar în 1949–1951 a fost directorul Teatrului Radiofonic polonez (Teatr Polskiego Radia). În stagiunea 1951/1952 a fost director artistic al Scenei Toruń a Teatrelor din Regiunea Pomerania. În anii 1952–1958 a lucrat ca director al Teatrului Stefan Żeromski din Kielce, iar instituția sa a fost considerată unul dintre cele mai bune teatre locale. În stagiunea 1958/1959 a condus teatrele Polonez și Nou din Poznań, iar în anii 1962–1966 a fost regizor la Teatr im. Juliusz Osterwa în Gorzów Wielkopolski (soția lui era regizoare în acea vreme), iar în anii 1966–1971 a fost regizor la Teatrul Nou din Łódź. În anii următori, a regizat sporadic în teatre din toată Polonia (ultima dată în 1986, la Teatrul Wybrzeże din Gdańsk).
A fost membru al Klub Krzywego Koła⁠(d) și membru al consiliului acestuia, iar în 1975 a semnat Scrisoarea 59⁠(d). La 23 august 1980 s-a alăturat apelului a 64⁠(d) de oameni de știință, scriitori și publiciști către autoritățile comuniste pentru a intra în dialog cu muncitorii greviști⁠(d).
A avut trei copii, Maria Krzysztof⁠(d), Agnieszka și Katarzyna.
A fost fratele lui Stanisław Byrski⁠(d) - scenograf, regizor de teatru și pictor.
În 1976 a publicat cartea Teatr-radio. Wspomnienia (Amintiri), reeditată ca o versiune integrală, necenzurată în 2015 sub titlul W pogoni za teatrem (În căutarea teatrului).
A fost înmormântat la Cimitirul Powązki din Varșovia (parcela 163-3-33).